# Charaxes
Charaxes is een geslacht van vlinders uit de familie van de Nymphalidae van de onderfamilie van de Charaxinae. Charaxes-soorten komen voor in tropische en subtropische gebieden in de Oude Wereld, met veruit de hoogste diversiteit in Afrika ten zuiden van de Sahara, en een kleiner aantal soorten in Zuid-Azië, Melanesië en Australië. Een soort (Charaxes jasius) komt ook voor rond de Middellandse Zee. Het zijn over het algemeen krachtige vliegers en zeer populair bij vlinderverzamelaars.

## Gedrag
Enkele soorten zijn te vinden in struikgewas (C. pelias, C. jasius, C. fabius), maar veruit de meeste soorten komen voor in bos. Charaxes heeft een voorkeur voor open plekken in het bos waar ze zonnen met uitgespreide of halfgesloten vleugels. Mannetjes verzamelen zich vaak bij regenplassen op wegen. Als ze verontrust worden sluiten ze de vleugels, waardoor de meestal camouflerende onderkant zichtbaar wordt. Ze hebben een snelle vlucht, een voorkeur voor bepaalde zitplekken, en indringers worden fanatiek verjaagd. De vlinders voeden zich gedeeltelijk met boomsap uit wonden, rottend fruit, bedorven vlees en uitwerpselen. Die stoffen kunnen met succes als lokaas dienen. Als uitzondering is C. zoolina een bloembezoeker. 
Charaxes-soorten leggen hun eieren op de bovenkant van jongste bladeren van struiken of lage bomen. De gecamoufleerde rupsen rusten op de bovenkant van een bepaald blad waarop zij een zijden "bed" hebben gesponnen. De rupsen van de verschillende soorten voeden zich met allerlei planten zoals Rhamnaceae, Leguminosae, Sapindaceae, Melianthaceae, Euphorbiaceae, Ochnaceae, Lauraceae, Tiliaceae, Meliaceae en grassen.
Charaxes acraeoides is een niet giftige soort die net als sommige soorten van het geslacht Pseudacraea sterk lijkt op de giftige Acraea-soorten (een voorbeeld van de Mimicry van Bates).

## Beschrijving
De eieren van verschillende soorten onderscheiden zich vooral door een ander formaat. De micropyle aan de top is afgeplat, iets hol, met een opgeheven middelpunt. Vanuit het centrum lopen onopvallende ribben, die geleidelijk verdwijnen aan de zijkant en de onderkant niet bereiken. Ze zijn met elkaar verbonden door een uiterst zwakke dwarsrichels, en bezet met kleine doorntjes die gemakkelijk zichtbaar zijn met een loep. 
De slak-vormige rups is het breedst op of vóór het midden en versmalt verder naar achteren. De huid is fijnkorrelig. De kop is plat, vooruitstekend, en draagt vier achteruit wijzende, ruwknobbelige hoorns. De richel die deze hoorns verbindt en de wangen zijn eveneens grofkorrelig. Het achterste segment heeft twee of meer prominente schuin naar achter stekende hoorns die langer zijn bij jonge rupsen. De kleur van de rupsen is in het algemeen groen en soms geelachtig. De kop heeft aan elke kant een lichte lijn die loopt langs de buitenste hoorn. De rups is een zeer traag dier, dat niet vrijwillig het blad verlaat waarop het als ei werd gedeponeerd. 
De dikke pop is helder groen, in de regel zeer glad en glanzend, en aan de rugkant rond. De kop heeft in de lengterichting een groef.

## Soorten
- Charaxes achaemenes Felder & Felder, 1866
- Charaxes acraeoides Druce, 1908
- Charaxes acuminatus Thurau, 1903
- Charaxes affinis Butler, 1865
- Charaxes albimaculatus Van Someren, 1972
- Charaxes alpinus Van Someren & Jackson, 1957
- Charaxes alticola Grünberg, 1911
- Charaxes ameliae Doumet, 1861
- Charaxes amycus Felder, 1861
- Charaxes analava Ward, 1872
- Charaxes andara Ward, 1873
- Charaxes andranodorus Mabille, 1884
- Charaxes andrefana Viette, 1975
- Charaxes ansorgei Rothschild, 1897
- Charaxes antamboulou Lucas, 1872
- Charaxes anticlea (Drury, 1782)
- Charaxes antiquus Joicey & Talbot, 1926
- Charaxes antonius Semper, 1878
- Charaxes aristogiton Felder & Felder, 1866
- Charaxes antamboulou Lucas, 1872
- Charaxes aubyni Van Someren & Jackson, 1952
- Charaxes baileyi Van Someren, 1958
- Charaxes balfourii Butler, 1881
- Charaxes barnsi Joicey & Talbot, 1927
- Charaxes baumanni Rogenhofer, 1891
- Charaxes berkeleyi Van Someren & Jackson, 1957
- Charaxes bernardii Minig, 1977
- Charaxes bernardus (Fabricius, 1793)
- Charaxes biokoensis Canu, 1989
- Charaxes bipunctatus Rothschild, 1894
- Charaxes blanda Rothschild, 1897
- Charaxes bocqueti Minig, 1977
- Charaxes bohemani Felder & Felder, 1859
- Charaxes borneensis Butler, 1869
- Charaxes boueti Feisthamel, 1850
- Charaxes brevicaudatus Schultze, 1914
- Charaxes brutus (Cramer, 1779)
- Charaxes bupalus Staudinger, 1889
- Charaxes candiope (Godart, 1824)
- Charaxes castor (Cramer, 1775)
- Charaxes catachrous Staudinger, 1896
- Charaxes cedreatis Hewitson, 1874
- Charaxes chepalungu Van Someren, 1969
- Charaxes chintechi Minig, 1976
- Charaxes chittyi D'Abrera, 1980
- Charaxes cithaeron Felder & Felder, 1859
- Charaxes contrarius Weymer, 1907
- Charaxes cowani Butler, 1878
- Charaxes cynthia Butler, 1866
- Charaxes defulvata Joicey & Talbot, 1926
- Charaxes dilutus Rothschild, 1898
- Charaxes distanti Honrath, 1885
- Charaxes doubledayi Aurivillius, 1898
- Charaxes dowsetti Henning, 1989
- Charaxes dreuxi Bouche & Minig, 1977
- Charaxes druceanus Butler, 1869
- Charaxes dubiosus Röber, 1936
- Charaxes ducarmei Plantrou, 1982
- Charaxes dunkeli Röber, 1939
- Charaxes durnfordi Distant, 1884
- Charaxes epijasius Reiche, 1850
- Charaxes etesipe (Godart, 1824)
- Charaxes ethalion (Boisduval, 1847)
- Charaxes etheocles (Cramer, 1777)
- Charaxes eudoxus (Drury, 1782)
- Charaxes eupale (Drury, 1782)
- Charaxes eurialus Cramer, 1779
- Charaxes fabius (Fabricius, 1782)
- Charaxes fervens Butler, 1896
- Charaxes fionae Henning, 1977
- Charaxes fournierae Le Moult, 1930
- Charaxes fulgurata Aurivillius, 1899
- Charaxes fulvescens (Aurivillius, 1891)
- Charaxes fuscus Plantrou, 1967
- Charaxes galawadiwosi Plantrou & Rougeot, 1979
- Charaxes gallagheri Van Son, 1962
- Charaxes gerdae Rydon, 1989
- Charaxes grahamei Van Someren, 1969
- Charaxes guderiana (Dewitz, 1879)
- Charaxes hadrianus Christopher Ward, 1871
- Charaxes hansalii Felder, 1867
- Charaxes harmodius Felder, 1866
- Charaxes hildebrandtii (Dewitz, 1879)
- Charaxes howarthi Minig, 1976
- Charaxes hysginus Darge, 1978
- Charaxes imperialis Butler, 1874
- Charaxes inopinatus Röber, 1940
- Charaxes jahlusa (Trimen, 1862)
- Charaxes jasius (Linnaeus, 1767) - Jasiusvlinder
- Charaxes jolybouyeri Vingerhoedt, 1998
- Charaxes junius Oberthür, 1880
- Charaxes kahldeni Homeyer & Dewitz, 1882
- Charaxes kahruba (Moore, 1895)
- Charaxes karkloof Van Someren & Jackson, 1957
- Charaxes kheili Staudinger, 1896
- Charaxes lactetinctus Karsch, 1892
- Charaxes laodice (Drury, 1782)
- Charaxes lasti Grose-Smith, 1889
- Charaxes latona Butler, 1865
- Charaxes lecerfi Lathy, 1925
- Charaxes legeri Plantrou, 1978
- Charaxes lemosi Joicey & Talbot, 1927
- Charaxes lucretius (Cramer, 1775)
- Charaxes lucyae van Someren, 1975
- Charaxes lydiae Holland, 1917
- Charaxes macclounii Butler, 1895
- Charaxes mafuga Van Someren, 1969
- Charaxes manica Trimen, 1894
- Charaxes margaretae D'Abrera, 1980
- Charaxes marieps Van Someren & Jackson, 1957
- Charaxes marmax Westwood, 1848
- Charaxes mars Staudinger, 1886
- Charaxes martini Van Someren, 1966
- Charaxes mccleeryi Van Someren, 1972
- Charaxes mixtus Rothschild, 1894
- Charaxes monteiri Staudinger, 1886
- Charaxes murphyi Collins, 1989
- Charaxes musakensis Darge, 1973
- Charaxes mycerina (Godart, 1824)
- Charaxes nandina Rothschild & Jordan, 1901
- Charaxes neanthes (Hewitson, 1854)
- Charaxes nichetes Grose-Smith, 1883
- Charaxes nicati Canu, 1991
- Charaxes nitebis (Hewitson, 1859)
- Charaxes nobilis Druce, 1873
- Charaxes numenes (Hewitson, 1859)
- Charaxes nyika Van Someren, 1963
- Charaxes nyungwensis Vingerhoedt & Vandeweghe, 2011[4]
- Charaxes obudoensis van Someren, 1969
- Charaxes ocellatus Fruhstorfer, 1896
- Charaxes octavus Minig, 1972
- Charaxes odysseus Staudinger, 1892
- Charaxes opinatus Heron, 1909
- Charaxes orilus Butler, 1869
- Charaxes overlaeti Schouteden, 1934
- Charaxes paphianus Christopher Ward, 1871
- Charaxes paradoxa Lathy, 1925
- Charaxes patergodarti Neidhoefer, 1972
- Charaxes pelias (Cramer, 1775)
- Charaxes pembanus Jordan, 1925
- Charaxes penricei Rothschild, 1900
- Charaxes petersi Van Someren, 1969
- Charaxes phenix Turlin & Lequeux, 1993
- Charaxes phoebus Butler, 1866
- Charaxes phraortes Doubleday, 1847
- Charaxes plateni Staudinger, 1889
- Charaxes pleione (Godart, 1824)
- Charaxes pollux (Cramer, 1775)
- Charaxes porthos Grose-Smith, 1883
- Charaxes protoclea Feisthamel, 1850
- Charaxes psaphon Westwood, 1848
- Charaxes pythodoris Hewitson, 1873
- Charaxes rectans Rothschild & Jordan, 1903
- Charaxes richelmanni Röber, 1936
- Charaxes saperanus Poulton, 1926
- Charaxes saturnus Butler, 1866
- Charaxes smaragdalis Butler, 1866
- Charaxes solon (Fabricius, 1793)
- Charaxes subornatus Schultze, 1914
- Charaxes superbus Schultze, 1908
- Charaxes taverniersi Berger, 1975
- Charaxes tectonis Jordan, 1937
- Charaxes thomasius Staudinger, 1886
- Charaxes thysii Capronnier, 1889
- Charaxes tiridates (Cramer, 1777)
- Charaxes turlini Minig & Plantrou, 1978
- Charaxes usambarae Van Someren & Jackson, 1952
- Charaxes vansoni Van Someren, 1957
- Charaxes varanes (Cramer, 1777)
- Charaxes velox Ogilvie-Grant, 1899
- Charaxes viola Butler, 1865
- Charaxes violetta Grose-Smith, 1885
- Charaxes virilis Rothschild, 1900
- Charaxes xiphares (Stoll, 1781)
- Charaxes zelica Butler, 1869
- Charaxes zingha (Stoll, 1780)
- Charaxes zoolina (Westwood, 1850)